# Филдс, Уильям Джейсон
Уильям Джейсон Филдс (англ. William Jason Fields; род. 29 декабря 1874, Уиллард, Кентукки — 21 октября 1954) — американский политик из штата Кентукки. Известный как «Честный Билл из Олив-Хилл», он представлял Девятый округ Кентукки в Палате представителей США с 1911 по 1923 год, уйдя в отставку и став 41-м губернатором штата.
Обескураженный ранним поражением в законодательном собрании штата, Филдс устроился на работу в продуктовый магазин в Эшленде, что позволило ему путешествовать по штату и встречаться со многими людьми в своем избирательном округе. В 1911 году он стал первым за два десятилетия демократом, избранным в Конгресс от Девятого округа. Избираемый на семь сроков подряд, он стал высокопоставленным членом комитета Палаты представителей по военным вопросам во время Первой мировой войны. Когда кандидат на пост губернатора от Демократической партии Дж. Кэмпбелл Кантрилл неожиданно скончался за два месяца до всеобщих выборов, Центральный комитет Демократической партии выбрал Филдса на замену. В ходе кампании, в которой было больше обзывательств, чем содержательных дебатов, Филдс заручился поддержкой мощного политического альянса Жокей-клуба и одержал убедительную победу над генеральным прокурором-республиканцем Чарльзом И. Доусоном.
Первая законодательная сессия срока полномочий Филдса была отмечена распри внутри его собственной партии. Его программе противостояла фракция Демократической партии во главе с бывшим губернатором Дж. К. У. Бекхэмом, издателем Louisville Courier-Journal Робертом Уортом Бингхэмом и политическим боссом Перси Хейли. Фирменный выпуск Филдса, выпуск облигаций на сумму 75 миллионов долларов для строительства системы автомагистралей штата, был принят законодательным органом в 1924 году, но избиратели отказались одобрить его в ноябре того же года. Среди достижений Филдса на посту губернатора было повышение налога на бензин для финансирования его программы шоссейных дорог, реорганизация правительственной бюрократии штата и сохранение Камберленд-Фолс от промышленного развития. Однако он так и не объединил фракции своей партии. Его политические враги обвинили его в кумовстве и злоупотреблении правом помилования, и в 1927 году демократы уступили пост губернатора республиканцу Флему Д. Сэмпсону. После службы на посту губернатора Филдс потерпел неудачу в попытке вернуться на свое прежнее место в Конгрессе. Губернатор А.Б. «Хэппи» Чендлер назначил его в Совет по компенсациям рабочих штата, а после выхода на пенсию с государственной службы он занимался юридической практикой и работал агентом по недвижимости до своей смерти 21 октября 1954 года.

## Ранняя жизнь
Уильям Дж. Филдс родился 29 декабря 1874 года в Уилларде, округ Картер, Кентукки. Он был четвертым из двенадцати детей, рожденных Кристофером К. и Элис (Ракер) Филдс. Он получил образование в местных государственных школах, затем поступил в Университет Кентукки. После окончания учебы он начал бизнес в сфере недвижимости в Олив-Хилл, штат Кентукки, и занялся сельским хозяйством.
Он также самостоятельно изучал право. 10 октября 1893 года Филдс женился на Доре Макдэниел; у пары было шестеро детей. В возрасте 21 года он был избран констеблем округа Картер, но три года спустя ему не удалось получить место в законодательном собрании штата. После потери он устроился на работу в продуктовый магазин в Эшленде, что позволило ему более свободно путешествовать по штату, заводить знакомства и лучше подготовиться к борьбе за более высокий пост.

## Палата представителей
Проводя кампанию под прозвищем «Честный законопроект из Олив-Хилл», Филдс с небольшим перевесом одержал победу как демократ, представив Девятый округ Кентукки в Палате представителей США в 1910 году. Он стал первым демократом, занявшим это место за двадцать лет, и был переизбран еще на шесть сроков подряд. Будучи членом Комитета по военным вопросам, он в конечном итоге стал высокопоставленным демократом в комитете и высокопоставленным членом подкомитета, который контролировал ассигнования на операции США во время Первой мировой войны.
В сентябре 1923 года умер кандидат на пост губернатора от Демократической партии Дж. Кэмпбелл Кэнтрилл, оставив партию без кандидата. Албен Баркли, которого Кантрилл победил в номинации, отказался быть кандидатом в Демократической партии, возможно, потому, что он уже решил баллотироваться в Сенат США в 1926 году. Центральный комитет Демократической партии выбрал Филдса в качестве замены Кантрилу.

## Губернатор США
Всеобщая избирательная кампания не вызвала особого интереса и быстро переросла в обзывательства. Оппонент Филдса, генеральный прокурор-республиканец Чарльз И. Доусон, высмеял традиционный предвыборный лозунг Филдса, назвав его «уклоняющимся от Билля из Олив-Хилл, который не отвечает ни на какие вопросы и никогда не будет отвечать». Филдс в ответ назвал Доусона «Меняющимся Чарли», имея в виду одно время, когда Доусон был членом Демократической партии до того, как стал республиканцем. Филдс заручился поддержкой группы влиятельных политических боссов, в том числе банкира из Луисвилля Джеймса Б. Брауна, сенатора США Огастеса Оусли Стэнли и влиятельного маклера из Лексингтона Билли Клера. Эти трое были лидерами Жокей-клуба, группы, занимающейся сохранением тотализаторов в штате, особенно на ипподромах.
Недовольство действующим губернатором-республиканцем Эдвином П. Морроу еще больше помогло кампании Филдса, и он победил Доусона 356 035 голосами против 306 277. Это был один из крупнейших губернаторских успехов демократов в истории штата. Он ушел из Палаты представителей, чтобы принять пост губернатора.
Филдс, к которому уже относились легкомысленно, поскольку он был выбран Центральным комитетом Демократической партии вместо партийных праймериз, Филдс еще больше ослабил свои позиции из-за некоторых своих личных предпочтений.
Набожный методист и сторонник запретов, Филдс запретил танцы и питье в особняке президента. Он перенес инаугурационный бал из особняка в ротонду Капитолия, где были разрешены танцы, но он и его жена не присутствовали. Бережливость Филдса также побудила его держать молочных коров на лужайке особняка, вызывая насмешки со стороны горожан.
Обращение Филдса к Генеральной Ассамблее в 1924 году включало несколько амбициозных предложений, в том числе основание профессионального училища для чернокожих в Падьюке, планирование и развитие нормальных школ в Мюррее и Морхеде, повышение налога на бензин до трех центов за галлон и выпуск 75 долларов США. миллионов в государственных облигациях для финансирования системы автомагистралей штата. Несогласная фракция Демократической партии, возглавляемая бывшим губернатором Дж. К. У. Бекхэмом, политическим боссом Перси Хейли и издателем Louisville Courier-Journal Робертом Уортом Бингхэмом, выразила решительную оппозицию предложениям Филдса, особенно выпуску облигаций. Они обвинили Филдса в поддержке опасного «двухпартийного объединения» с республиканским элементом объединения во главе с Морисом Гэлвином.

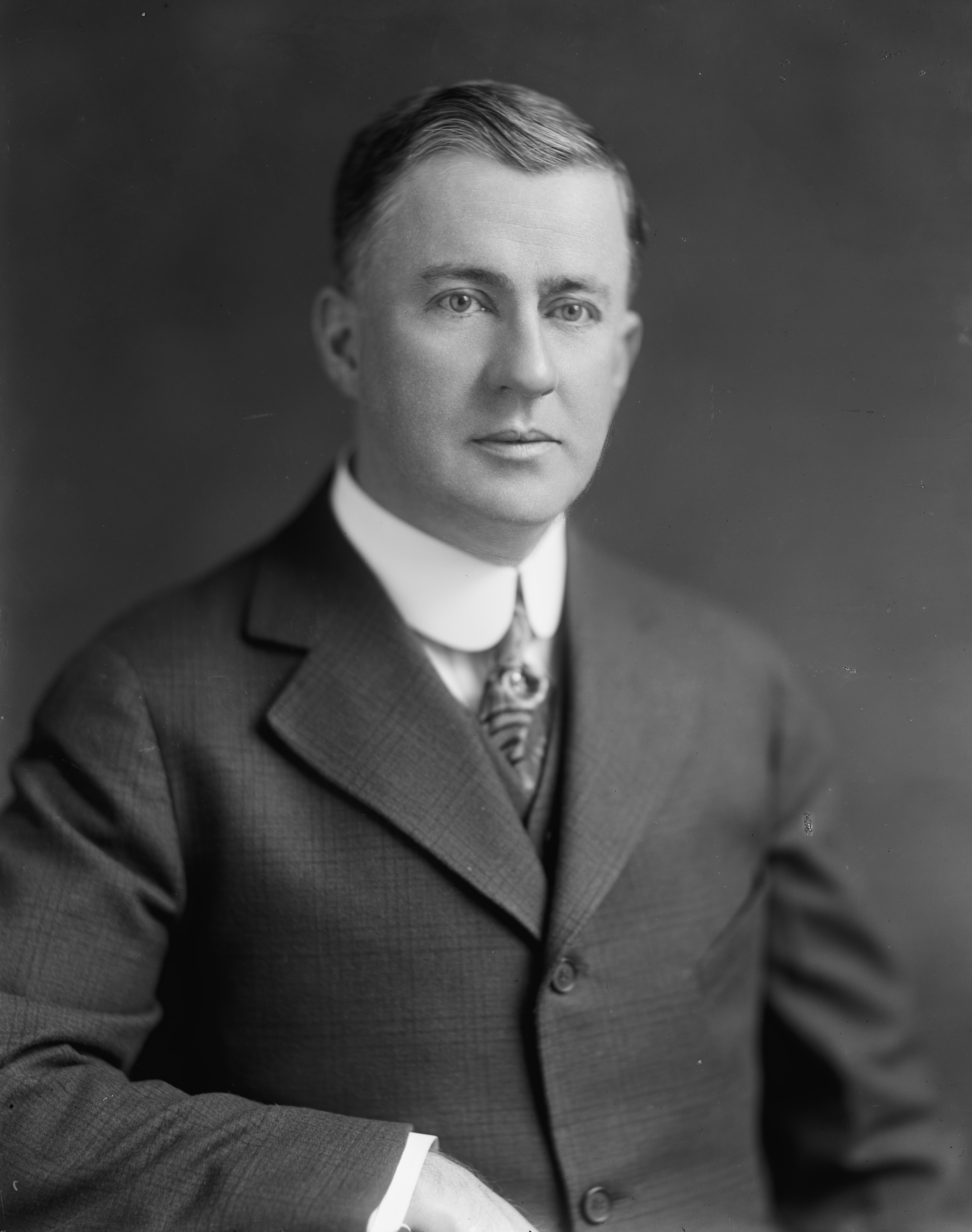
Дж. К. У. Бекхэм возглавил фракцию Демократической партии, которая выступала против Филдса на протяжении его срока на посту губернатора.

Напряженность между фракциями обострилась почти сразу после созыва законодательного собрания 1924 года. Законопроект о запрете ставок на тотализатор в штате был принят Палатой представителей, но провалился в Сенате. Следующая законодательная битва была сосредоточена на смещении главы Совета по благотворительности и исправительным учреждениям и предоставлении губернатору большего контроля над составом Совета; эта попытка также потерпела неудачу.
Когда сенатор Стэнли, противник сухого закона, добивался переизбрания в Сенат в 1924 году, Филдс и его союзники не поддержали его, что привело к избранию республиканца Фредерика М. Сакетта и предоставило республиканцам оба места в сенате штата для впервые в истории.
Однако главным вопросом сессии стал запрос Филдса о выпуске облигаций. Он участвовал в дебатах с противниками этой проблемы, которые были опубликованы в Bingham’s Courier-Journal, а также в Louisville Herald и Louisville Post, двух газетах, принадлежащих Джеймсу Б. Брауну. В конечном итоге вопрос был одобрен Генеральной Ассамблеей, что считалось крупной победой Филдса. Тем не менее, выпуск облигаций должен был быть одобрен избирателями штата. Газета Courier-Journal продолжила борьбу с этой проблемой, а газета Lexington Herald Деши Брекинридж выступила за нее. Филдс провел десять недель, разъезжая по штату, выступая за выпуск облигаций, но в день выборов он был отклонен перевесом в 90 000 голосов.
Не испугавшись провала выпуска облигаций, Филдс вернулся на Генеральную Ассамблею 1926 года с новыми предложениями, включая еще одно повышение налога на бензин, чтобы обеспечить средства, необходимые для строительства системы автомагистралей штата. Ассамблея 1926 года приняла больше законов, чем любой предыдущий законодательный орган, включая повышение налога на газ и несколько законопроектов реорганизации правительства штата. В результате реорганизации были созданы госзакупочная комиссия и Департамент автобусного транспорта. При Филдсе штат реализовал первый этап десегрегации автобусного транспорта.
Филдс выступил против плана развития гидроэлектростанций на Камберленд-Фолс. Чтобы предотвратить застройку, он принял предложение Т. Коулмана Дюпона выкупить территорию вокруг водопада и передать ее в дар государству. Он также предложил создать в своем родном округе государственный курортный парк Картер-Кейвс.
Политические враги Филдса обвинили его в коррупции и отчитали за слишком большое количество помилований. Он также вызвал критику за назначение своего старшего сына государственным инспектором, политического сторонника Джеймса Брауна налоговым комиссаром, а также других родственников и политических сторонников на низкопоставленные должности в правительстве штата. Хотя партия решительно поддержала кандидатуру Албена Баркли в сенат в 1926 году, Филдс и его союзники отказались поддержать кандидата в губернаторы 1927 года Дж. К. У. Бекхэма, и пост губернатора перешел к республиканцу Флему Д. Сэмпсону.

## Дальнейшая жизнь и смерть
После службы на посту губернатора Филдс вернулся в Олив-Хилл и был принят в коллегию адвокатов в 1927 году. Почувствовав возможность политического возвращения в 1930 году, Филдс подал заявку на возвращение своего прежнего места в Палате представителей США, которое теперь занимала республиканка Эльва Р. Кендалл. Кендалл победил преемника Филдса, Фреда М. Винсона, в 1928 году на выборах Гувера, в результате которых девять из одиннадцати (все, кроме двух наследственных демократов из западного Кентукки) мест в Палате представителей США достались республиканцам.

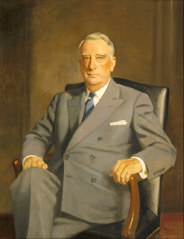
Фредерик Винсон, бывший союзник и преемник Филдса в Конгрессе и возможный оппонент в 1930 и 1934 годах. Позже он стал министром финансов США и главным судьей Соединенных Штатов.

Фред Винсон, бывший союзник и преемник Филдса в Конгрессе и возможный оппонент в 1930 и 1934 годах. Позже он стал министром финансов США и главным судьей Соединенных Штатов. Вместо этого Винсон решил не оставаться в стороне своего бывшего союзника и решительно победил Филдса на августовских праймериз Демократической партии с перевесом от 63 % до 21 % (оставшиеся 16 % получил третий кандидат, У. К. Гамильтон). Винсон успешно отвоевал свое место на всеобщих выборах у Кендалла.
В 1932 году Филдс был избран прокурором Содружества в тридцать седьмом судебном округе Кентукки; он служил до 1935 года. В 1934 году Филдс снова бросил вызов конгрессмену Винсону на праймериз Демократической партии в перенумерованном 8-м округе, но снова проиграл с решающим перевесом: 68 % против 32 %. В 1936 году губернатор А.Б. «Хэппи» Чендлер назначил его членом Совета по компенсациям работникам штата. Он занимал эту должность до избрания республиканца Симеона С. Уиллиса. Филдс ушел с государственной службы 8 августа 1944 года. С 1940 по 1945 год он был совладельцем страхового агентства. Он ненадолго переехал во Флориду, а затем вернулся в Олив-Хилл, где продолжил заниматься юридической практикой и заниматься сельским хозяйством. Он умер в Грейсоне, 21 октября 1954 года и был похоронен на кладбище в Олив-Хилл.